# Loudrefing

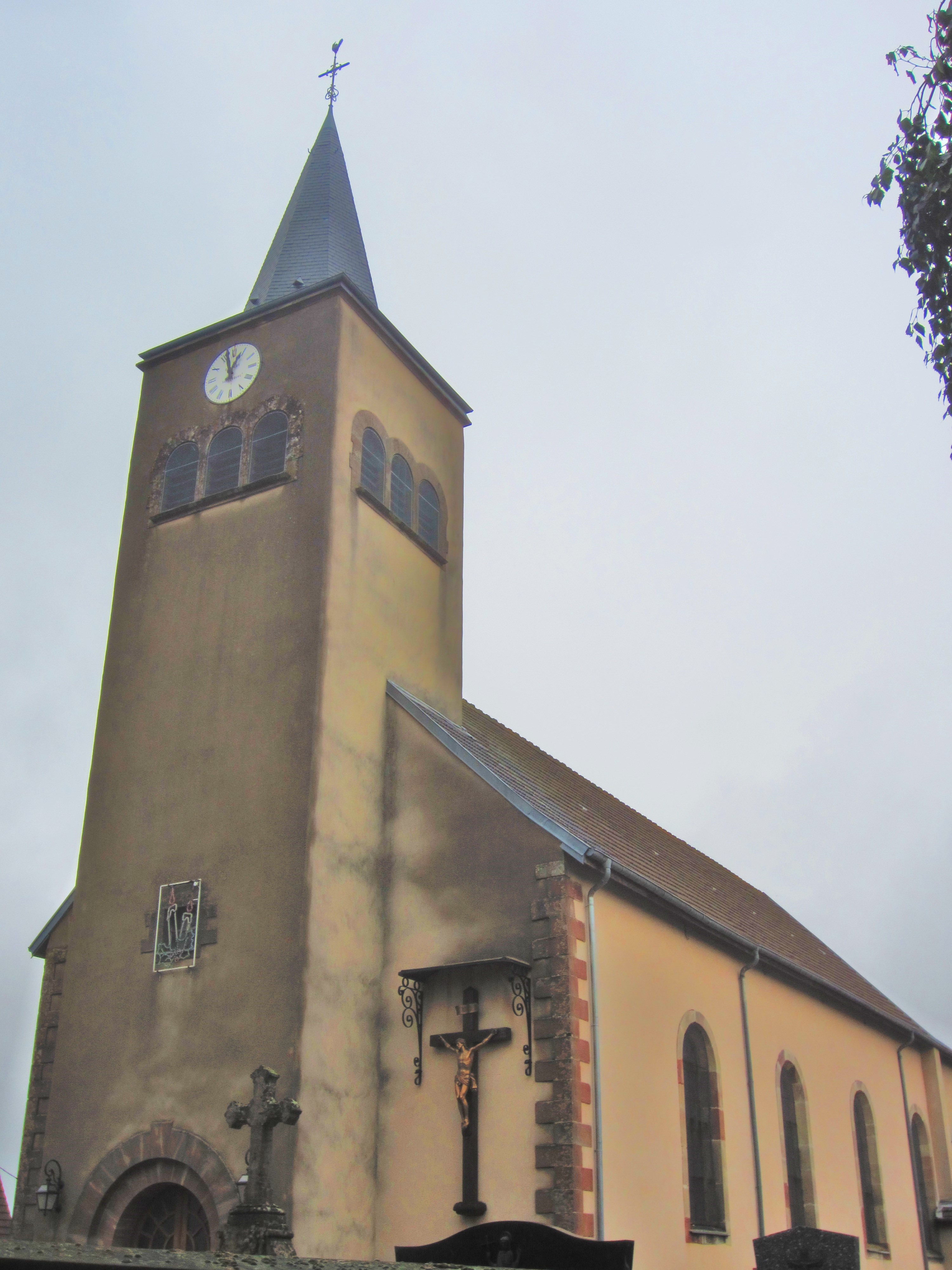
Kirche St. Léger

Loudrefing (deutsch Lauterfingen, lothringisch Luterfing) ist eine französische Gemeinde mit 301 Einwohnern (Stand 1. Januar 2022) im Département Moselle in der Region Grand Est (bis 2015 Lothringen). Sie gehört zum Arrondissement Sarrebourg-Château-Salins.

## Geographie
Loudrefing liegt in Lothringen westlich des Grand Étang de Mittersheim (Großer Mittersheimer Weiher), etwa 65 Kilometer südöstlich von Metz, 30 Kilometer östlich von Château-Salins und neun Kilometer südlich von Albestroff (Albesdorf) sowie 27 Kilometer nordwestlich von Sarrebourg (Saarburg) auf einer Höhe zwischen 223 und 272 m über dem Meeresspiegel. Das Gemeindegebiet umfasst 23,08 km². Die Gemeinde liegt im Regionalen Naturpark Lothringen.

## Geschichte
Das Dorf gehörte einst zum Herzogtum Lothringen und wurde schon 1425 erwähnt. 1490 gab Wecker von Leiningen seinen Teil des Dorfs an den Bischof von Metz. Auch Finstingen war hier begütert. Es gehörte zur Herrschaft Bitsch, kam aber im 17. Jahrhundert an die Kastellanei Dieuze. Zwischen 1621 und 1675 war Lauterfingen beinahe ganz entvölkert. 1593 wurde hier eine Frau als Hexe verbrannt.
Durch den Frankfurter Frieden vom 10. Mai 1871 kam die Region an das deutsche Reichsland Elsaß-Lothringen, und das Dorf wurde dem Kreis Château-Salins im Bezirk Lothringen zugeordnet. Die Dorfbewohner betrieben Getreide- und Kartoffelbau sowie Viehzucht. Ende des 19. Jahrhunderts war die Bevölkerung noch vollständig deutschsprachig. 1887 lebten in Lauterfingen nur vier Personen, die kein Deutsch konnten.
Nach dem Ersten Weltkrieg musste die Region aufgrund der Bestimmungen des Versailler Vertrags 1919 an Frankreich abgetreten werden. Im Zweiten Weltkrieg war die Region von der deutschen Wehrmacht besetzt.

### Bevölkerungsentwicklung
| Jahr      | 1962 | 1968 | 1975 | 1982 | 1990 | 1999 | 2007 | 2019 |
| Einwohner | 341  | 327  | 310  | 315  | 312  | 306  | 294  | 322  |

## Wappen
Die Farben Blau-Silber-Blau symbolisieren die Herren von Finstingen, die im Mittelalter hier begütert waren. Der goldene Hammer stehen für den Heiligen Leodegar, den Schutzpatron der Gemeinde.